# Iktunup
L'Iktunup (in russo Иктунуп?) è un vulcano spento situato nella penisola della Kamčatka, in Russia. Fa parte della Catena Centrale.

## Descrizione
La forma del vulcano è a scudo piatto con un cono in cima. Il diametro del cratere esterno è di 800 m, quello interno è di 300 m. La sua altezza assoluta è di 2300 m, quella relativa di circa 600 m. Geograficamente la struttura vulcanica copre un'area di 20 km². L'attività del vulcano risale al Pleistocene.